# کف‌شوی برقی
|                                                                      |  |  |
| کف‌شوی برقی مربوط به سال ۱۹۱۲ (سمت راست) و کف‌شوی برقی امروزی (سمت چپ) |  |  |

کف‌شوی برقی یا دستگاه برقی صیقل‌زن کف، دستگاهی است برقی که به‌منظور پاک‌کردن و براق کردن کف زمین یا سطوحی با جنس چوب، پارکت، سنگ، سرامیک و موزائیک استفاده می‌شود. دستگاه‌های کف‌شوی بزرگ در مدارس، ادارات و سالن‌های بزرگ مورد استفاده قرار می‌گیرند.